# Cyrtandra hirsuta
Cyrtandra hirsuta är en tvåhjärtbladig växtart som beskrevs av William Jack. Cyrtandra hirsuta ingår i släktet Cyrtandra och familjen Gesneriaceae. Inga underarter finns listade i Catalogue of Life.